# Bondoc Ionescu-Crum
Bondoc Ionescu-Crum (ur. 3 kwietnia 1915 w Bregowie, zm. 24 czerwca 1994 w Braszewie) – rumuński lekkoatleta, skoczek w dal, piłkarz i trener piłkarski. Reprezentant kraju podczas igrzysk olimpijskich w Berlinie (1936). Na igrzyskach olimpijskich odpadł w eliminacjach w konkursie skoku w dal. Swój rekord życiowy (7,15 m) ustanowił w 1935.

## Rekordy Rumunii
- 7,08 (20 maja 1934, Bukareszt)[2]
- 7,15 (26 czerwca 1935, Bukareszt)[2]